# توني سكين
توني سكين (بالإنجليزية: Tony Skinn)‏ مواليد 8 فبراير 1983 في لاغوس، هو مدرب كرة سلة نيجيري أمريكي ولاعب معتزل. بدأ مسيرته الاحترافية في سنة 2006. يبلغ طوله 6 قدم 1 بوصة (1.9 م). مثّل منتخب بلاده. شارك في دورة الألعاب الأولمبية الصيفية سنة 2012. اعتزل اللعب في 2012.

## سجل المنافسة
شارك في المنافسات التالية:
- الألعاب الأولمبية الصيفية 2012

## روابط خارجية
- توني سكين على موقع الاتحاد الدولي لكرة السلة (الإنجليزية)
- توني سكين على موقع كرة السلة الأوروبية.كوم (الإنجليزية)
- توني سكين على موقع كلية كرة السلة في سبورتس رفرنس.كوم (الإنجليزية)
- توني سكين على موقع ريلجم (الإنجليزية)
- توني سكين على موقع بروبوليرز (الإنجليزية)
- توني سكين على موقع سبورتس رفرنس (الإنجليزية)
- توني سكين على موقع أوليمبيديا (الإنجليزية)